# Palapye
Palapye este un sat în Botswana.